# Murson

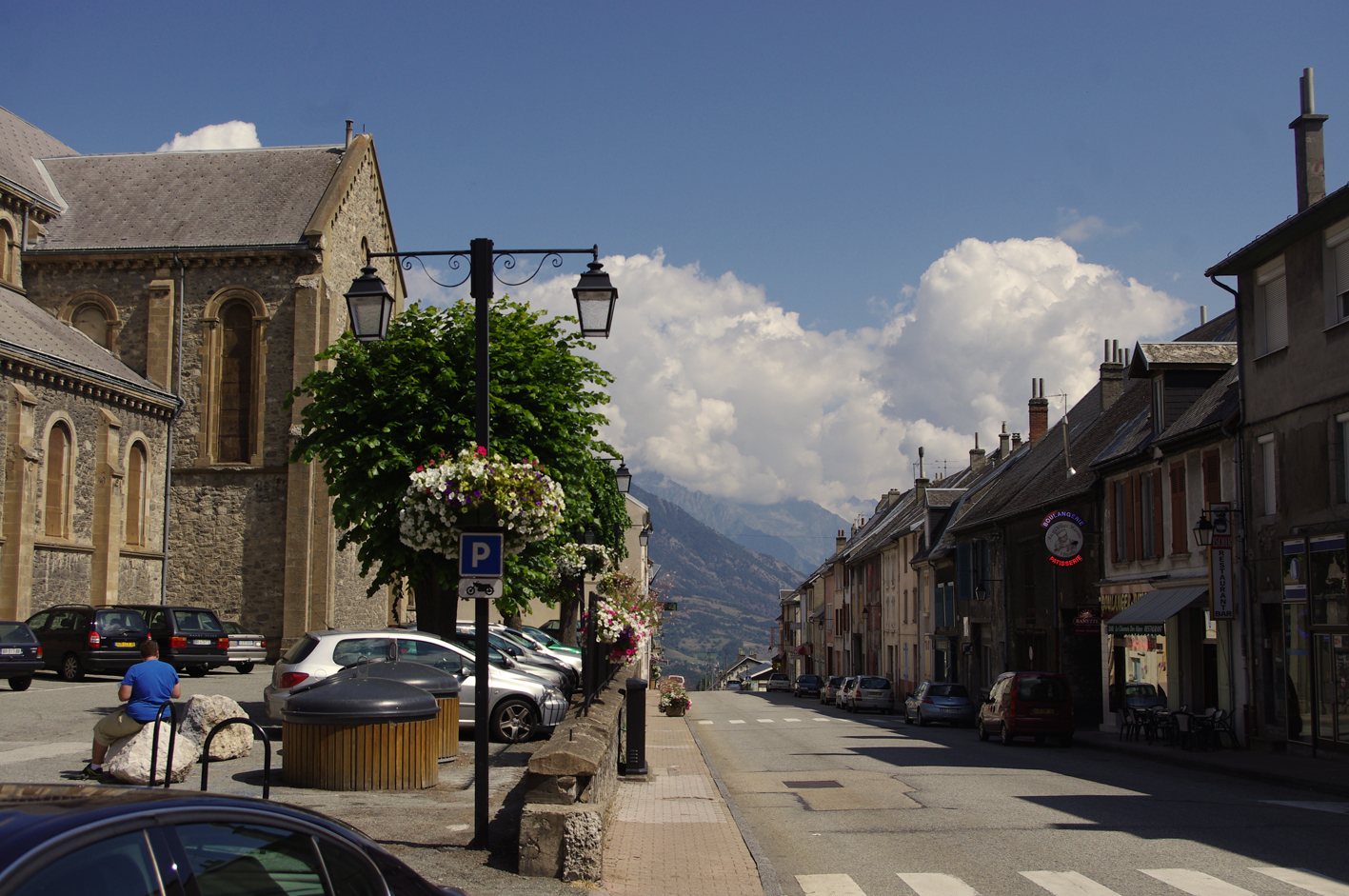
Centre-ville de La Mure.

Le murçon ou murson est un saucisson à cuire, spécialité charcutière de La Mure, composé de chair de porc hachée et de morceaux plus gros coupés en dés au couteau et aromatisé au carvi, variété de plante réputée pour faciliter la digestion.
On trouve le murçon dans le Dauphiné.
En certains endroits comme à l'Alpe d'Huez (Oisans), il se fabrique avec du carvi sauvage, cueilli en montagne.

## Histoire
On suppose que le murçon est originaire de Pologne[réf. nécessaire], importé dans la région par les mineurs de charbon, notamment des houillères du Dauphiné de la Matheysine.
La création du murçon se fait sous forme de tradition où chaque hiver les paysans matheysins tuaient les cochons, qui s’ensuivaient des « cochonnailles » afin d’affiner et transformer la viande.

## Recette

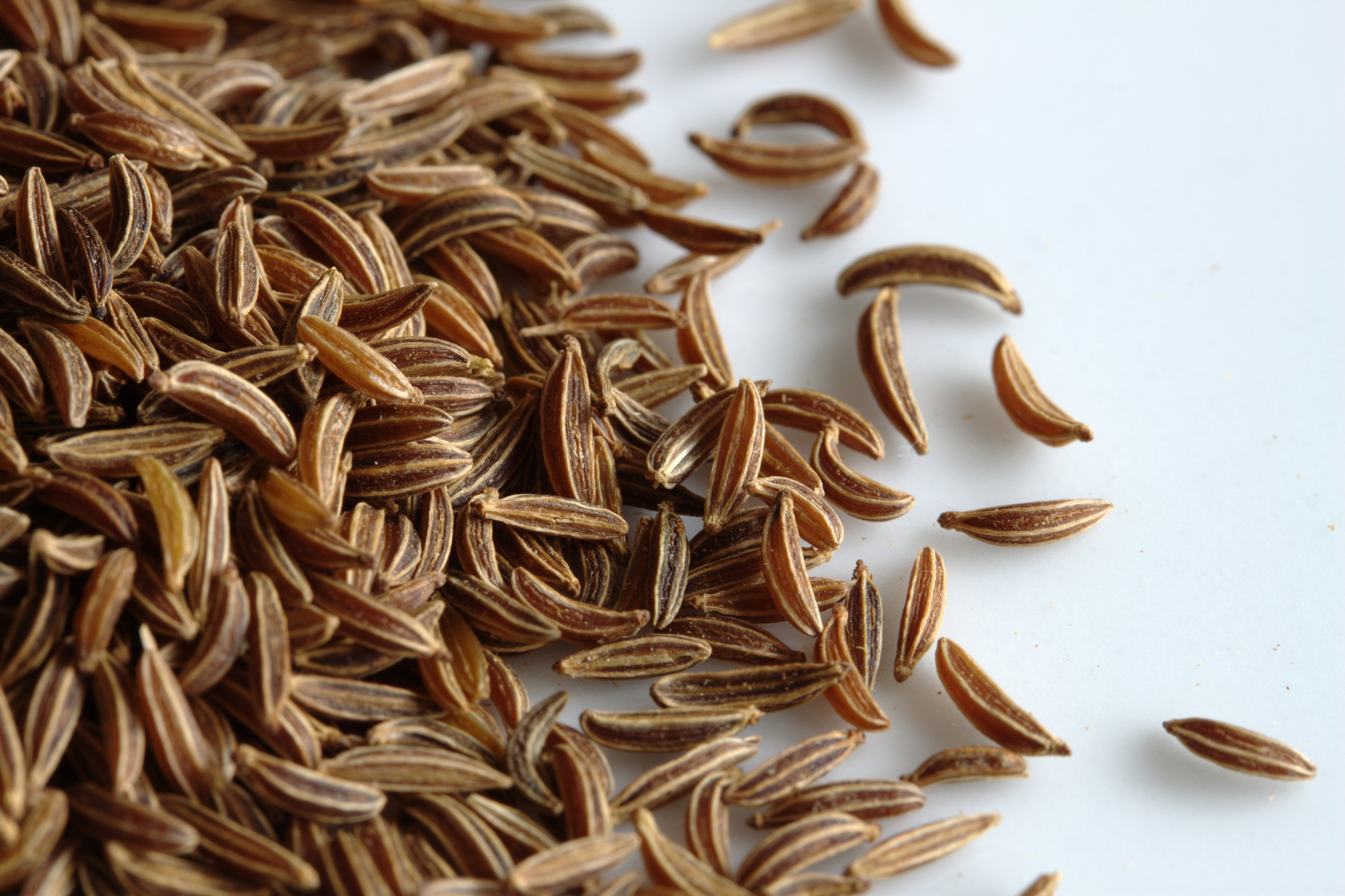
Graines de carvi.

Il se fait cuire dans l'eau non salée, départ à l'eau froide, et à partir du bouillon à petit frémissement pendant une bonne demi-heure. Il est traditionnellement accompagné de pommes de terre qui ont cuit dans la même eau.
Idéalement, on immerge le murçon en même temps que les pommes de terre et on arrête la cuisson quand les pommes de terre sont prêtes. On obtient ainsi une aromatisation des pommes de terre par le carvi.
Le murçon artisanal au boyau de bœuf supporte très bien la congélation. Il se fait alors cuire directement congelé, dans l'eau froide comme précédemment.

## La confrérie du murçon
La confrérie du murçon matheysin est une association née le 19 octobre 2013. Elle est l’une des dernières associations gastronomiques apparues en Auvergne Rhones Alpes avec à sa présidence un chancelier. Cette confrérie a une organisation et un rituel diffèrent des autres associations.

Blason du Dauphiné avant son annexion (le blason du Dauphiné ne comportait à la base que le dauphin de Méditerranée).

Son principal objectif est de promouvoir la gastronomie à travers la Matheysine mais aussi à l’échelle nationale avec une vision puriste.
L'emblème de cette confrérie est un dauphin, du dauphin dauphinois, qui se jette sur un murçon.
À plusieurs reprises, le conseil de la confrérie du murçon se réunit pour décider de qui introniser afin de promouvoir le murçon au niveau régional ou départemental.
Chaque année aux alentours du 15 août, la confrérie du murçon organise la fête gastronomique, rassemblant plusieurs gastronomies de chaque coin de France.
Pour promouvoir cette spécialité locale, l’association parcourt aussi environ 10 000 km par an lors d’événements gastronomiques locaux comme de nombreuses confréries.